# Parc provincial de Fort Pitt
Pour les articles homonymes, voir Fort Pitt et Pitt.
Le parc provincial de Fort Pitt (anglais : Fort Pitt Provincial Park) est un parc provincial de la Saskatchewan situé à Frenchman Butte No 501. Il recoupe le territoire du fort Pitt, un poste de traite de la compagnie de la Baie d'Hudson construit en 1830 comme relais pour approvisionné le fort Edmonton.

## Histoire
Le poste a été construit à la convergence des territoires des Cris, des Assiniboines et des pieds-noirs. Il est situé sur un méandre de la rivière Saskatchewan Nord, à mi chemin entre Fort Carlton et Fort Edmonton. Il a été l'un des endroits où a été signé le Traité No 6 en 1876, notamment sous les conseils de Wikaskokiséyin. Il a été le théâtre militaire de la Bataille de Fort Pitt lors de la Rébellion du Nord-Ouest de 1885.
Le site a été désigné lieu historique national du Canada en 1954.

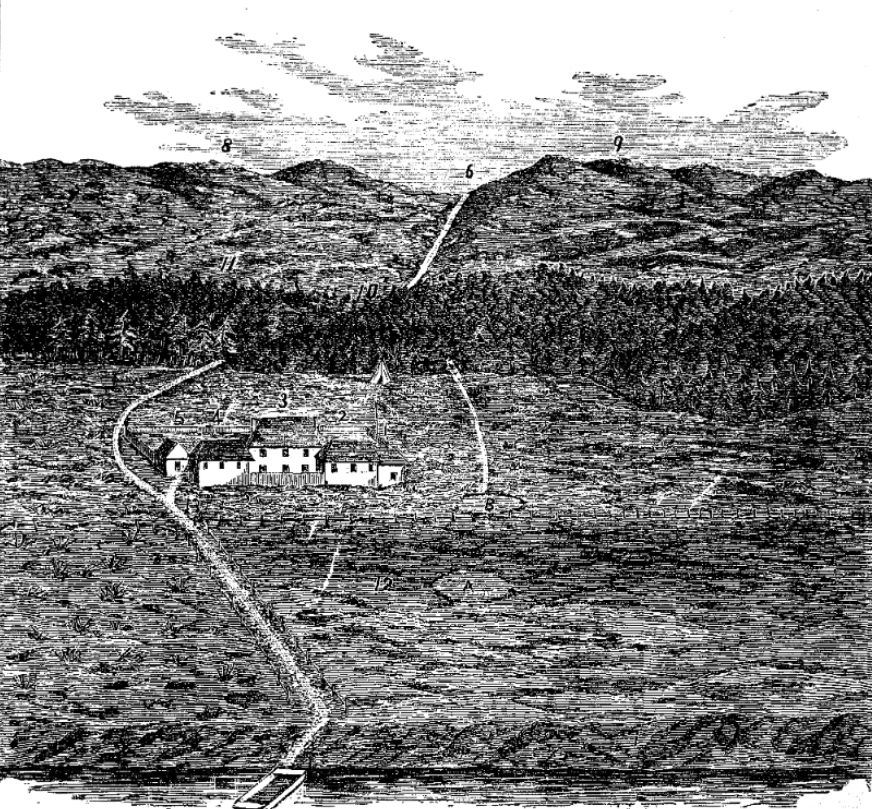
Fort Pitt, vers 1885.